# لوئیس پتلند
لوئیس الکساندرا پنتلند (به انگلیسی: Louise Alexandra Pentland)،(زاده ۲۸ آوریل ۱۹۸۵)از افراد معروف و بنام در شبکه‌های اجتماعی است. او کانال بسیار فعال در یوتیوب دارد که ۲٬۶ میلیون نفر دنباله کننده این کانال هستند. وی در زمینه مد و زیبایی و ویدیو نگاری هم فعالیت دارد.